# 罗马尼亚空军第86空军基地
罗马尼亚空军第86空军基地位于罗马尼亚克勒拉希县博爾恰鄉，在费泰什蒂附近，驻扎有罗马尼亚空军第53战斗机中队战鹰。当地建有欧洲F-16战斗机训练中心，现负责培训乌克兰空军F-16飞行员。